# Osławy Białe (gmina)
Osławy Białe – dawna gmina wiejska w powiecie nadwórniańskim województwa stanisławowskiego II Rzeczypospolitej. Siedzibą gminy były Osławy Białe.
Gminę utworzono 1 sierpnia 1934 r. w ramach reformy na podstawie ustawy scaleniowej z dotychczasowych gmin wiejskich: Osławy Białe, Osławy Czarne, Potok Czarny i Zarzecze nad Prutem.
Pod okupacją zniesiona i przekształcona w gminę Zarzecze n/Prutem.